# Episodi di King of the Hill (ottava stagione)
L'ottava stagione della serie animata King of the Hill, composta da 22 episodi, è stata trasmessa negli Stati Uniti su Fox dal 2 novembre 2003 al 23 maggio 2004.
| nº | Codice di produzione | Titolo originale                                     | Titolo italiano                  | Prima TV USA     | Prima TV Italia  |
| -- | -------------------- | ---------------------------------------------------- | -------------------------------- | ---------------- | ---------------- |
| 1  | 8ABE01               | Patch Boomhauer                                      | Un capitolo mai chiuso           | 2 novembre 2003  | 18 gennaio 2006  |
| 2  | 8ABE02               | Reborn to Be Wild                                    | L'abito fa il monaco             | 9 novembre 2003  | 24 gennaio 2006  |
| 3  | 7ABE15               | New Cowboy on the Block                              | Un nuovo cowboy nel quartiere    | 16 novembre 2003 | 25 gennaio 2006  |
| 4  | 8ABE04               | The Incredible Hank                                  | Il testosterone                  | 23 novembre 2003 | 31 gennaio 2006  |
| 5  | 7ABE22               | Flirting with the Master                             | Flirtando con il capo            | 30 novembre 2003 | 27 dicembre 2006 |
| 6  | 7ABE19               | After the Mold Rush                                  | Allarme muffa                    | 7 dicembre 2003  | 2 gennaio 2007   |
| 7  | 8ABE05               | Livin' on Reds, Vitamin C and Propane                | Promesse di Natale               | 14 dicembre 2003 | 3 gennaio 2007   |
| 8  | 7ABE21               | Rich Hank, Poor Hank                                 | Il povero ricco                  | 4 gennaio 2004   | 9 gennaio 2007   |
| 9  | 8ABE03               | Ceci N'Est Pas Une King of the Hill                  | L'opera d'arte                   | 25 gennaio 2004  | 10 gennaio 2007  |
| 10 | 8ABE06               | That's What She Said                                 | La fabbrica delle volgarità      | 8 febbraio 2004  | 16 gennaio 2007  |
| 11 | 8ABE09               | My Hair Lady                                         | Dacci un taglio                  | 15 febbraio 2004 | 17 gennaio 2007  |
| 12 | 8ABE10               | Phish and Wild Life                                  | Il grande raduno                 | 22 febbraio 2004 | 23 gennaio 2007  |
| 13 | 8ABE07               | Cheer Factor                                         | Passione eccessiva               | 7 marzo 2004     | 24 gennaio 2007  |
| 14 | 8ABE11               | Dale Be Not Proud                                    | Decisione difficile              | 14 marzo 2004    | 30 gennaio 2007  |
| 15 | 8ABE08               | Après Hank, le Deluge                                | Dopo di Hank, il diluvio         | 21 marzo 2004    | 31 gennaio 2007  |
| 16 | 8ABE12               | DaleTech                                             | Un asilo per anziani             | 28 marzo 2004    | 6 febbraio 2007  |
| 17 | 8ABE14               | How I Learned to Stop Worrying and Love the Alamo    | Alamo o non Alamo                | 18 aprile 2004   | 7 febbraio 2007  |
| 18 | 8ABE16               | Girl, You'll Be a Giant Soon                         | Ragazza, presto sarai un gigante | 25 aprile 2004   | 13 febbraio 2007 |
| 19 | 8ABE13               | Stressed for Success                                 | Il prezzo del successo           | 2 maggio 2004    | 14 febbraio 2007 |
| 20 | 8ABE15               | Hank's Back (The Unbearable Lightness of Being Hank) | Il ritorno di Hank               | 9 maggio 2004    | 20 febbraio 2007 |
| 21 | 8ABE17               | The Redneck on Rainey Street                         | Cambio vita                      | 16 maggio 2004   | 21 febbraio      |
| 22 | 8ABE20               | Talking Shop                                         | Fabbrica di chiacchiere          | 23 maggio 2004   | 27 febbraio 2007 |